# رجل الذئب
كبريت نباتي، الرهن أو رجْل الذئب  أو الخُدْرِيَّة أو الرَّصَن (الاسم العلمي:Lycopodium) هو جنس من النباتات يتبع فصيلة الرجل الذئبية من رتبة الرجل الذئبيات. هو واحد من تسعة أجناس في فصيلة Lycopodiodeae ولديه من 9 إلى 15 نوعًا أيضًا.[بحاجة لمصدر] يعيش هذا النبات في الأحراج الصنوبرية الجّافة.

## وصف رجل الذّئب
عشبة ساقها زاحفة فوق الأرض يبلغ طولها نحو متر وربع، تنقسم فروعها إلى شريطين،
أوراقها صغيرة تغطي بعضها البعض وأزهارها مستورة بمجموعات سنبليّة مكسوّة بغبار ناعم أصفر.

## أنواع رجل الذئب
- رجل الذئب الشجيري
- رجل الذئب الأرنبي
- رجل الذئب الزاحف
- رجل الذئب الماجلاني
- رجل الذئب المحمر
- رجل الذئب المنحني
- رجل الذئب المشابه
- رجل الذئب الفايتشي
- رجل الذئب العنقودي
- رجل الذئب المغطى
- رجل الذئب الصاعد
- رجل الذئب المجدول
- رجل الذئب الهلدبرندي
- رجل الذئب الغاياني
- رجل الذئب الألبي
- رجل الذئب الداكن
- رجل الذئب السويسري
- رجل الذئب النبوتي
- رجل الذئب المنطبق
- رجل الذئب القائم
- رجل الذئب السيتكي
- رجل الذئب متعدد التفرع
- رجل الذئب الشوكي
- رجل الذئب الياباني
- رجل الذئب البورتوريكي
- رجل الذئب الجبلي
- رجل الذئب نحيل الساق
- رجل الذئب المكتظ
- رجل الذئب الغامض